# 쓰시마 다다유키
쓰시마 다다유키(일본어: 対馬 忠行, 1901년 11월 18일 - 1979년 4월 11일)는 일본의 마르크스주의, 트로츠키주의 이론가다.
1901년 가가와현에서 출생. 교토부립 제3중학교(현재의 교토부립후쿠치야마고등학교)를 중퇴한 후, 아나키스트 운동에 참여했다. 1925년 후쿠모토 가즈오의 강연을 듣고 마르크스주의자로 전향. 1928년 첫 논문 「일본 무산계급운동 발달사」를 발표하고 노농파의 일원으로서 “요코세 다케하치(横瀬毅八)”라는 필명으로 일본자본주의 논쟁에 참가했다.
1950년 『스탈린주의 비판』을 간행하여 스탈린주의 비판의 선구자가 된다. 이 해 소련의 성격을 둘러싸고 사회주의협회의 친소파 사키사카 이쓰로 등과 대립하였다. “소련=국가자본주의론”에 근거하여 “이스크라협회”를 조직하였으나 소연구회 수준을 벗어나지 못했다. 스탈린 비판 이후 이론적 영향력을 넓혀 반스탈린주의 좌익에 영향을 주었다. 주저로 『크렘린의 신화』 등이 있고, 레프 트로츠키의 저작 다수를 일본어로 번역했다.
1979년 4월 11일 세토내해를 항행 중인 연락선에서 투신하여 자살했다. 사체는 4개월 이후인 8월 11일 인양되었다.